# برت گوفی
برت گوفی (انگلیسی: Bert Goffey; ۹ مهٔ ۱۹۱۱ – 1991 (aged 80)) بازیکن فوتبال بود.
از باشگاه‌هایی که در آن بازی کرده‌است می‌توان به باشگاه فوتبال نوریچ سیتی اشاره کرد.